# Erina meurapakuna
Erina meurapakuna är en fjärilsart som beskrevs av George Thomas Bethune-Baker 1908. Erina meurapakuna ingår i släktet Erina och familjen juvelvingar. Inga underarter finns listade i Catalogue of Life.